# 모골어
모골어(Moghol)는 아프가니스탄 헤라트 주위의 2개의 마을 곧 쿤두르(کوندر, Kundur)와 카레즈-이-물라(كریزِملا, Karez-i-Mulla)에서 사용되는 몽골어족의 언어이다. 13세기에 들어와 정착한 몽골 제국 군인들의 후예로 여겨지는 모골인들의 언어이며, 사용자의 수는 2003년 기준 약 200명으로 추정되었으나 이후의 상황은 명확히 확인된 바가 없다.
인근의 페르시아어의 영향을 많이 받았다. 역사적으로 아랍 문자로 쓰여 왔으며 아랍 문자로 쓰인 모골어 텍스트들이 있다. 특히 그 중에 모골인 시인 아브드 알카디르(Abd Al-Qadir)가 20세기에 쓴 여러 문학 작품들이 알려져 있다.

## 음운

### 홀소리

#### 홑홀소리(단모음)
|          | 전설 모음 | 전설 모음 | 중설 모음 | 중설 모음 | 후설 모음 | 후설 모음 |
|          | 짧은소리  | 긴소리    | 짧은소리  | 긴소리    | 짧은 소리 | 긴소리    |
| -------- | --------- | --------- | --------- | --------- | --------- | --------- |
| 고모음   | i         | iː        |           |           | u         | uː        |
| 근고모음 | ɪ         | ɪː        |           |           |           |           |
| 중고모음 | e         |           |           | ɘː        | o         | oː        |
| 중저모음 | ɛ         | ɛː        |           |           |           |           |
| 저모음   |           |           | a         | aː        |           |           |

#### 겹홀소리(이중모음)
/iu, ɪu, ɛu, au/가 있다.

### 닿소리
|        |                       | 양순음 | 양순음   | 치음 | 치음     | 연구개음 | 연구개음 | 구개수음 |
| 평음   | 구개음화              | 평음   | 구개음화 | 평음 | 구개음화 |          |          | 구개수음 |
| ------ | --------------------- | ------ | -------- | ---- | -------- | -------- | -------- | -------- |
| 비음   | 비음                  | m̥      | m̥ʲ       | n̥    | n̥ʲ       | ŋ̊        |          |          |
| 파열음 | 안울림소리와 울림소리 | b      | bʲ       | d    | dʲ       | k        | kʲ       | q        |
| 파열음 | 유성 유기음           |        |          | dʱ   | dʲʱ      |          |          |          |
| 파찰음 | 울림소리              |        |          | dz   | dʒ       |          |          |          |
| 파찰음 | 유성 유기음           |        |          | dzʱ  | dʒʱ      |          |          |          |
| 마찰음 | 중설음                |        |          | z    | ʒ        | ɣ        | ɣʲ       |          |
| 마찰음 | 설측음                |        |          | ɬ    | ɬʲ       |          |          |          |
| 전동음 | 전동음                |        |          | r̥    | r̥ʲ       |          |          |          |
| 반모음 | 반모음                | w̜      | w̜ʲ       |      | j        |          |          |          |

## 같이 보기
- 모골인
- 몽골어족